# 勞頓站
勞頓站（英語：Loughton tube station）是英國倫敦地鐵的車站，位於埃塞克斯郡埃平森林區，屬於地鐵中央線，位於倫敦第6收費區。車站由東縣鐵路開通於1856年8月22日，比倫敦地鐵成立的時間還要早。

## 外部連結
- London's Abandoned Tube Stations - Loughton （页面存档备份，存于）